# 오키시역
오키시역(일본어: 大岸駅)은 일본 홋카이도 아부타 군 도요우라정에 위치한 홋카이도 여객철도 무로란 본선의 철도역이다. 역 번호는 H43이며, 단선 · 섬식의 형태를 합친 2면 2선 구조의 복합 승강장을 갖춘 지상역이다.

## 이용 현황
- 1981년도 : 46명.
- 1992년도 : 110명.

## 역 주변
- 오후키시 강

## 역사
- 1928년 9월 10일 : 일본국유철도 오사와 선 시즈카리 역 - 다테몬베쓰 역 간 개통에 수반해 오후케시역으로서 개업. 일반역.
- 1931년 4월 1일 : 오사와 선을 무로란 본선에 편입, 그것에 수반해 이 선의 역이 된다.
- 1935년 4월 1일 : 오키시역으로 개칭.
- 1980년 5월 15일 : 화물 · 소화물 취급 폐지. 무인화.
- 1987년 4월 1일 : 일본국유철도 분할 민영화에 의해, 홋카이도 여객철도가 승계.
- 시기 불명 : 간이 위탁 폐지, 완전 무인화.

## 인접 역
| 홋카이도 여객철도 무로란 본선 | 홋카이도 여객철도 무로란 본선 | 홋카이도 여객철도 무로란 본선          |
| ----------------------------- | ----------------------------- | -------------------------------------- |
| H 44 레분 오샤만베 방면       | ■ 무로란 본선                 | 도요우라 H 42 무로란 · 도마코마이 방면 |